# Ptasi Kamień
Ptasi Kamień (czes. Čihadlo, niem. Im Löchel, Vogelstein, 1215 m n.p.m.) – szczyt w Karkonoszach w obrębie Śląskiego Grzbietu.
Niezbyt wybitny szczyt w środkowej części Śląskiego Grzbietu. Oddziela Przełęcz Karkonoską na wschodzie od Przełęczy Dołek na zachodzie. Przechodzi przez niego granica między Polską a Czechami.
Zbudowany jest z granitu karkonoskiego. Na szczycie znajduje się mała skałka.
Porośnięty górnoreglowym lasem świerkowym.
Szczyt położony jest na obszarze Karkonoskiego Parku Narodowego oraz czeskiego Karkonoskiego Parku Narodowego (czes. Krkonošský národní park, KRNAP).